# Kerttu Saarenheimo
Kerttu Kirsti Saarenheimo, född Tanner 20 december 1922 i Letala, död 14 juni 2011 i Helsingfors, var en finländsk litteraturvetare.
Saarenheimo avlade filosofie doktorsexamen 1955 vid Åbo universitet. Hon var 1968–1971 biträdande professor och 1971–1986 professor i inhemsk litteratur vid Åbo universitet. Sin forskning inriktade hon främst på den finska lyriken; hon har publicerat Katri Valas samlade dikter och skrivit författarbiografier över denna (1984) och Elina Vaara (2001). Av hennes övriga arbeten kan nämnas Tulenkantajat: Ryhmän vaiheita ja kirjallisia teemoja 1920-luvulla (1966). 